# Adam Lewenhaupt (1725–1775)
Adam Lewenhaupt, född 9 februari 1725 på Övedsklosters slott i Öveds socken, död 16 juni 1775 i Paris, var en svensk greve och fransk militär. Han var son till Charles Emil Lewenhaupt den äldre, bror till Charles Emil Lewenhaupt den yngre samt far till Caroline och Charles Adam Lewenhaupt.
Adam Lewenhaupt blev student vid Lunds universitet 1740, utnämndes följande år till fänrik vid generalmajor Jean Louis Bousquets infanteriregemente och transporterades 1742 till Livgardet. 1745 trädde han i fransk tjänst som generaladjutant hos greve Moritz av Sachsen, utnämndes samma år till colonel réformé vid infanteriregementet de Saxe och 1747 till aide-major i arméns generalstab. Lewenhaupt, som 1747 erhöll avsked ur svensk tjänst, deltog i slaget vid Fontenoy 1745 och vid belägringen av Antwerpen 1746 och utnämndes 1753 till överste för regementet Madame la Dauphinée. Han deltog i Sjuårskriget på fransk sida, blev 1758 brigadier vid infanteriet, 1760 överste för regementet Royal-Bavière och utnämndes 1761 till maréchal de camp. Lewenhaupt blev 1766 fransk undersåte.